# Concurso de Triples de la NBA

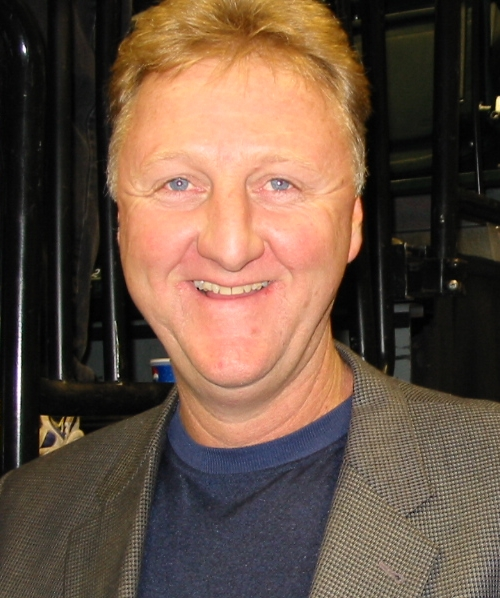
Larry Bird ganó los tres primeros concursos.

El Concurso de Triples (oficialmente y en inglés: Mtn Dew Three-Point Contest) es un concurso del anual All-Star Weekend de la NBA que se celebra el sábado anterior al All-Star Game de la NBA. Los concursantes tratan de puntuar encestando tanto como puedan en un minuto. Hay cinco carriles de balones desplegados a lo largo del arco de tres puntos: uno al principio, otro al final, otro en la mitad y otros dos a 45° de la mitad. De los cinco balones que disponen, cuatro son de un valor de un punto, mientras que el quinto, un balón multicolor, vale dos puntos. La puntuación perfecta era de 30 puntos, hasta el concurso de 2014 en adelante, donde hay una ronda de balones multicolor, y desde el concurso de 2020 en adelante, en donde se añadió un par de tiros de aprox. 9 metros cuyo valor es de 3 cada uno, con lo que el nuevo máximo es de 40 puntos.
En la ronda de clasificación, cada jugador tiene la oportunidad de anotar tantos puntos como sea posible. Los tres jugadores con las mejores puntuaciones avanzan a la final. La ronda final se juega de la misma forma que la ronda de clasificación, aunque los jugadores participan de acuerdo al orden de resultados en la primera ronda. En cada ronda, los lanzamientos y la puntuación son confirmados por el árbitro y el sistema de repetición instantánea de la televisión. En caso de empate, se juegan rondas adicionales para determinar el ganador. Los concursantes compiten por un total de 86.000 dólares en premios. El ganador recibe 35.000 dólares, el segundo 22.500 dólares y el tercero 15.000 dólares. Del cuarto al sexto reciben 4500 dólares cada uno. De 1986 a 2002, ocho participantes fueron seleccionados para participar en cada concurso, aunque desde entonces, el concurso se redujo a seis jugadores cada temporada. El concurso de triples no se celebró en 1999 debido al cierre patronal de la liga.
Larry Bird y Craig Hodges han vencido en tres ocasiones, mientras que Mark Price, Jeff Hornacek, Peja Stojakovic y Jason Kapono han ganado el concurso en dos ocasiones consecutivas. Stephen Curry, único ganador del concurso dos veces no consecutivas (2015 y 2021), tiene el récord de más puntos anotados en una ronda, con 31 (2021), y Hodges el de más lanzamientos consecutivos anotados, con 19 (lo que logró en 1991).
Stephen Curry cuenta en su historial con el récord de haber establecido la mejor marca de puntos anotados en una ronda en las dos ocasiones en que ganó el concurso.

## Ganadores

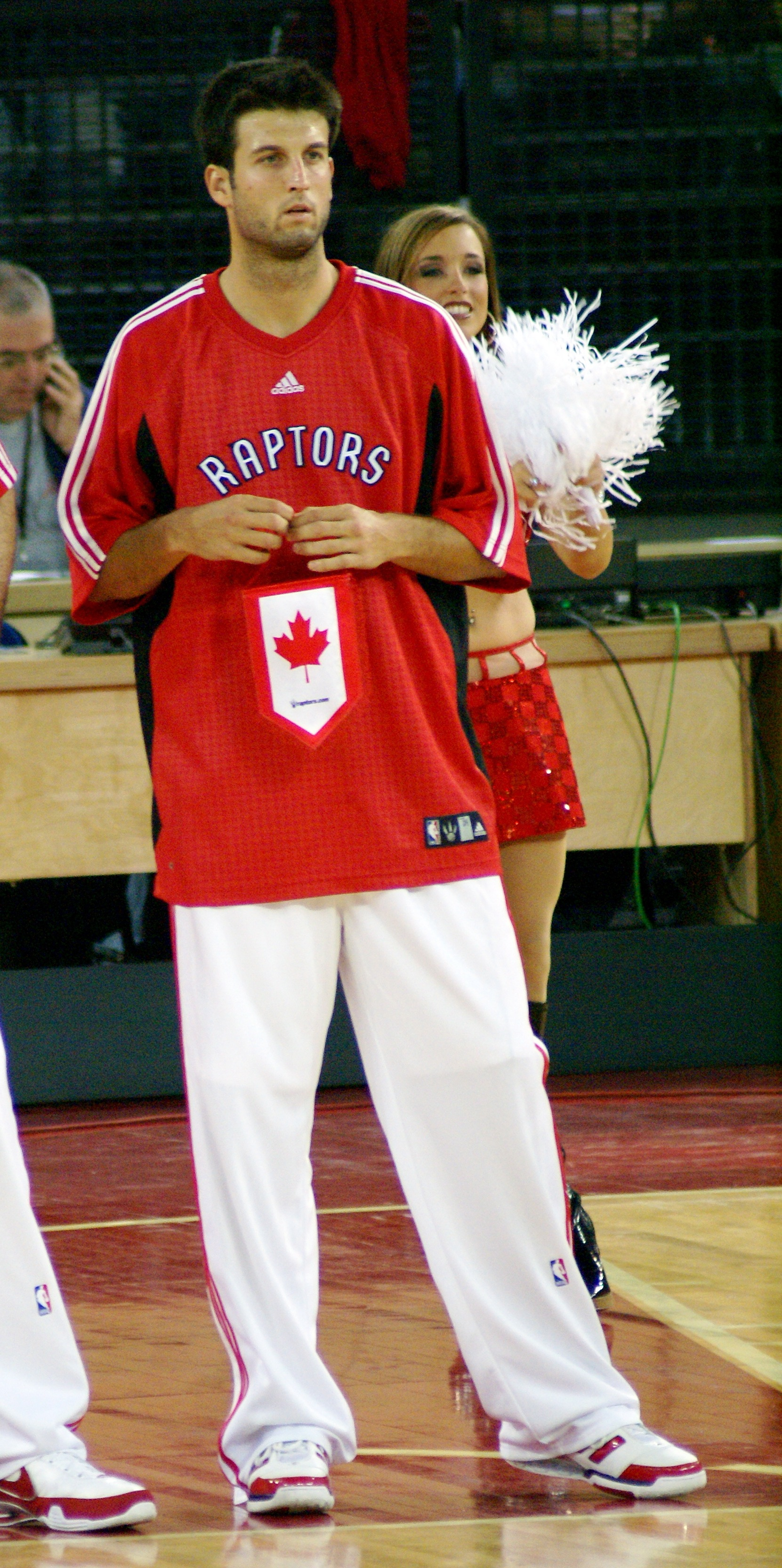
Jason Kapono ganador en 2007 y 2008.

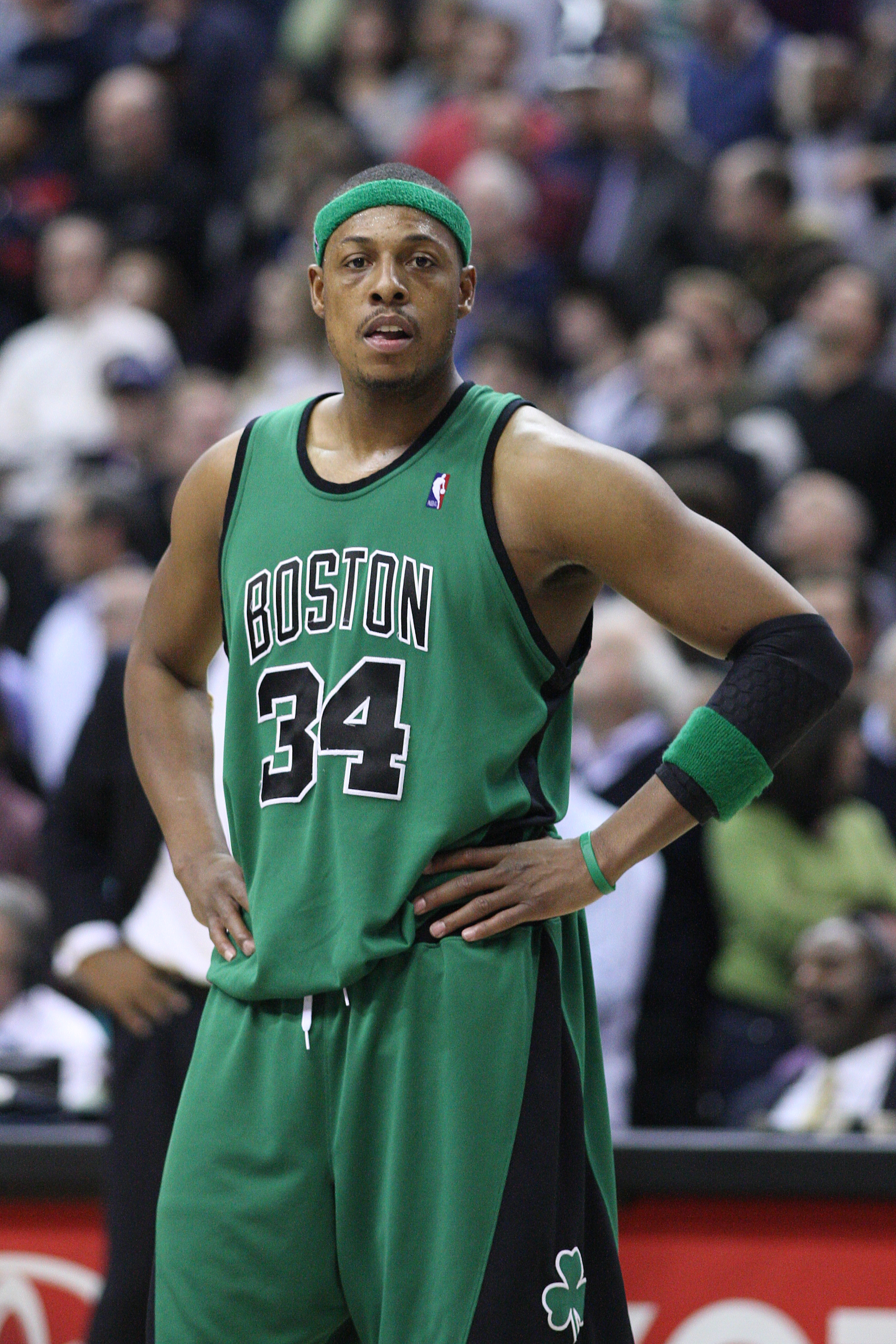
Paul Pierce fue el campeón en temporada 2010.

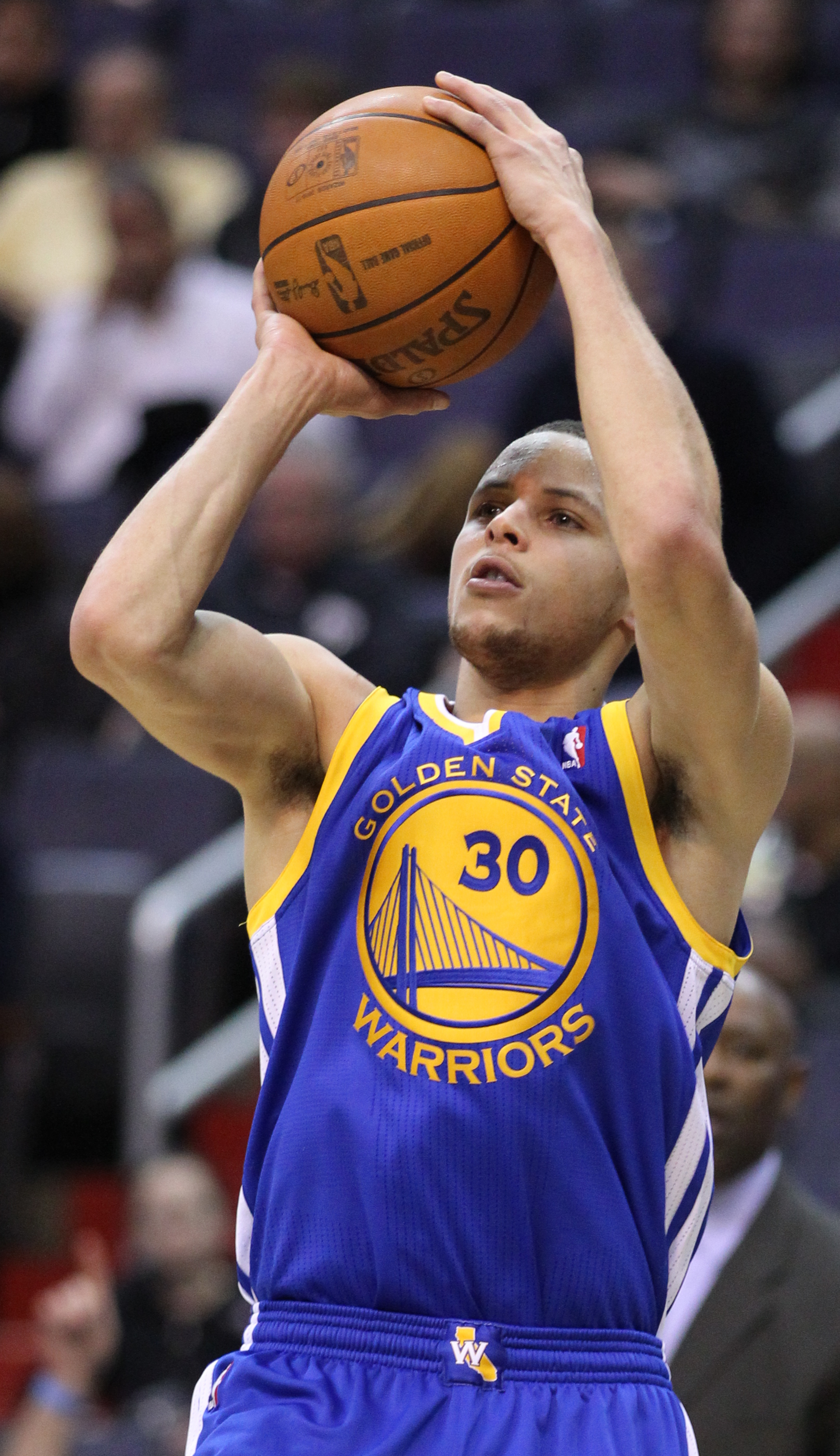
Stephen Curry ganador en 2014–15 y 2020-21.

|             | Denota jugador en activo                                                      |
|             | Elegido en el Basketball Hall of Fame                                         |
| Jugador (#) | Denota el número de veces que el jugador ha ganado el concurso                |
| Equipo (#)  | Denota el número de veces que un jugador de este equipo ha ganado el concurso |

| Temporada | Jugador                           | Equipo                     | Resultado final |
| --------- | --------------------------------- | -------------------------- | --------------- |
| 1986      | Larry Bird (1)                    | Boston Celtics (1)         | 22              |
| 1987      | Larry Bird (2)                    | Boston Celtics (2)         | 16              |
| 1988      | Larry Bird (3)                    | Boston Celtics (3)         | 17              |
| 1989      | Dale Ellis                        | Seattle SuperSonics        | 19              |
| 1990      | Craig Hodges (1)                  | Chicago Bulls (1)          | 19              |
| 1991      | Craig Hodges (2)                  | Chicago Bulls (2)          | 17              |
| 1992      | Craig Hodges (3)                  | Chicago Bulls (3)          | 16              |
| 1993      | Mark Price (1)                    | Cleveland Cavaliers (1)    | 18              |
| 1994      | Mark Price (2)                    | Cleveland Cavaliers (2)    | 24              |
| 1995      | Glen Rice                         | Miami Heat (1)             | 17              |
| 1996      | Tim Legler                        | Washington Bullets         | 20              |
| 1997      | Steve Kerr                        | Chicago Bulls (4)          | 22              |
| 1998      | Jeff Hornacek (1)                 | Utah Jazz (1)              | 16              |
| 1999      | No se celebró por cierre patronal | —                          | —               |
| 2000      | Jeff Hornacek (2)                 | Utah Jazz (2)              | 13              |
| 2001      | Ray Allen                         | Milwaukee Bucks (1)        | 19              |
| 2002      | Peja Stojakovic (1)               | Sacramento Kings (1)       | 9               |
| 2003      | Peja Stojakovic (2)               | Sacramento Kings (2)       | 22              |
| 2004      | Voshon Lenard                     | Denver Nuggets             | 18              |
| 2005      | Quentin Richardson                | Phoenix Suns (1)           | 19              |
| 2006      | Dirk Nowitzki                     | Dallas Mavericks           | 18              |
| 2007      | Jason Kapono (1)                  | Miami Heat (2)             | 24              |
| 2008      | Jason Kapono (2)                  | Toronto Raptors            | 25              |
| 2009      | Daequan Cook                      | Miami Heat (3)             | 19              |
| 2010      | Paul Pierce                       | Boston Celtics (4)         | 20              |
| 2011      | James Jones                       | Miami Heat (4)             | 20              |
| 2012      | Kevin Love                        | Minnesota Timberwolves (1) | 17              |
| 2013      | Kyrie Irving                      | Cleveland Cavaliers (3)    | 23              |
| 2014      | Marco Belinelli                   | San Antonio Spurs          | 24              |
| 2015      | Stephen Curry (1)                 | Golden State Warriors (1)  | 27              |
| 2016      | Klay Thompson                     | Golden State Warriors (2)  | 27              |
| 2017      | Eric Gordon                       | Houston Rockets            | 21              |
| 2018      | Devin Booker                      | Phoenix Suns (2)           | 28              |
| 2019      | Joe Harris                        | Brooklyn Nets              | 26              |
| 2020      | Buddy Hield                       | Sacramento Kings (3)       | 27              |
| 2021      | Stephen Curry (2)                 | Golden State Warriors (3)  | 28              |
| 2022      | Karl-Anthony Towns                | Minnesota Timberwolves (2) | 29              |
| 2023      | Damian Lillard (1)                | Portland Trail Blazers     | 26              |
| 2024      | Damian Lillard (2)                | Milwaukee Bucks (2)        | 26              |
| 2025      | Tyler Herro                       | Miami Heat (5)             | 24              |

## Todos los participantes
Nota: Ganadores en dorado, siendo norteamericanos los que no tengan bandera.
| Año     | Participantes    | Participantes     | Participantes    | Participantes      | Participantes       | Participantes      | Participantes     | Participantes      | Participantes | Participantes |
| ------- | ---------------- | ----------------- | ---------------- | ------------------ | ------------------- | ------------------ | ----------------- | ------------------ | ------------- | ------------- |
| 1986    | Larry Bird       | Dale Ellis        | Sleepy Floyd     | Craig Hodges       | Kyle Macy           | Norm Nixon         | Trent Tucker      | Leon Wood          |               |               |
| 1987    | Danny Ainge      | Larry Bird        | Michael Cooper   | Dale Ellis         | Craig Hodges        | Detlef Schrempf    | Byron Scott       | Kiki Vandeweghe    |               |               |
| 1988    | Danny Ainge      | Larry Bird        | Dale Ellis       | Craig Hodges       | Mark Price          | Detlef Schrempf    | Byron Scott       | Trent Tucker       |               |               |
| 1989    | Michael Adams    | Danny Ainge       | Dale Ellis       | Derek Harper       | Gerald Henderson    | Craig Hodges       | Rimas Kurtinaitis | Reggie Miller      | Jon Sundvold  |               |
| 1990    | Larry Bird       | Craig Ehlo        | Bob Hansen       | Craig Hodges       | Michael Jordan      | Reggie Miller      | Mark Price        | Jon Sundvold       |               |               |
| 1991    | Danny Ainge      | Clyde Drexler     | Tim Hardaway     | Hersey Hawkins     | Craig Hodges        | Terry Porter       | Glen Rice         | Dennis Scott       |               |               |
| 1992    | Dell Curry       | Craig Ehlo        | Craig Hodges     | Jeff Hornacek      | Jim Les             | Dražen Petrović    | Mitch Richmond    | John Stockton      |               |               |
| 1993    | B.J. Armstrong   | Dana Barros       | Craig Hodges     | Dan Majerle        | Reggie Miller       | Terry Porter       | Mark Price        | Kenny Smith        |               |               |
| 1994    | B.J. Armstrong   | Dana Barros       | Dell Curry       | Dale Ellis         | Steve Kerr          | Eric Murdock       | Mark Price        | Mitch Richmond     |               |               |
| 1995    | Nick Anderson    | Dana Barros       | Scott Burrell    | Steve Kerr         | Dan Majerle         | Reggie Miller      | Chuck Person      | Glen Rice          |               |               |
| 1996    | Dana Barros      | Hubert Davis      | Steve Kerr       | Tim Legler         | George McCloud      | Glen Rice          | Clifford Robinson | Dennis Scott       |               |               |
| 1997    | Dale Ellis       | Steve Kerr        | Tim Legler       | Terry Mills        | Sam Perkins         | Glen Rice          | John Stockton     | Walt Williams      |               |               |
| 1998    | Hubert Davis     | Dale Ellis        | Jeff Hornacek    | Sam Mack           | Reggie Miller       | Tracy Murray       | Glen Rice         | Charlie Ward       |               |               |
| 1999(1) |                  |                   |                  |                    |                     |                    |                   |                    |               |               |
| 2000    | Ray Allen        | Mike Bibby        | Hubert Davis     | Jeff Hornacek      | Allen Iverson       | Dirk Nowitzki      | Terry Porter      | Bob Sura           |               |               |
| 2001    | Ray Allen        | Pat Garrity       | Allan Houston    | Rashard Lewis      | Steve Nash          | Dirk Nowitzki      | Bryon Russell     | Predrag Stojaković |               |               |
| 2002    | Ray Allen        | Mike Miller       | Steve Nash       | Wesley Person      | Paul Pierce         | Quentin Richardson | Steve Smith       | Predrag Stojaković |               |               |
| 2003    | Brent Barry      | Pat Garrity       | Wesley Person    | Predrag Stojaković | Antoine Walker      | David Wesley       |                   |                    |               |               |
| 2004    | Chauncey Billups | Kyle Korver       | Voshon Lenard    | Rashard Lewis      | Cuttino Mobley      | Predrag Stojaković |                   |                    |               |               |
| 2005    | Ray Allen        | Joe Johnson       | Voshon Lenard    | Kyle Korver        | Vladimir Radmanović | Quentin Richardson |                   |                    |               |               |
| 2006    | Ray Allen        | Gilbert Arenas    | Chauncey Billups | Dirk Nowitzki      | Quentin Richardson  | Jason Terry        |                   |                    |               |               |
| 2007    | Gilbert Arenas   | Damon Jones       | Jason Kapono     | Mike Miller        | Dirk Nowitzki       | Jason Terry        |                   |                    |               |               |
| 2008    | Daniel Gibson    | Richard Hamilton  | Jason Kapono     | Steve Nash         | Dirk Nowitzki       | Predrag Stojaković |                   |                    |               |               |
| 2009    | Mike Bibby       | Daequan Cook      | Danny Granger    | Jason Kapono       | Rashard Lewis       | Roger Mason        |                   |                    |               |               |
| 2010    | Chauncey Billups | Daequan Cook      | Stephen Curry    | Channing Frye      | Danilo Gallinari    | Paul Pierce        |                   |                    |               |               |
| 2011    | James Jones      | Daniel Gibson     | Ray Allen        | Kevin Durant       | Dorell Wright       | Paul Pierce        |                   |                    |               |               |
| 2012    | James Jones      | Ryan Anderson     | Mario Chalmers   | Kevin Durant       | Kevin Love          | Anthony Morrow     |                   |                    |               |               |
| 2013    | Ryan Anderson    | Matt Bonner       | Stephen Curry    | Paul George        | Kyrie Irving        | Steve Novak        |                   |                    |               |               |
| 2014    | Arron Afflalo    | Bradley Beal      | Marco Belinelli  | Stephen Curry      | Kyrie Irving        | Joe Johnson        | Damian Lillard    | Kevin Love         |               |               |
| 2015    | Marco Belinelli  | Stephen Curry     | James Harden     | Kyrie Irving       | Kyle Korver         | Wesley Matthews    | J.J. Redick       | Klay Thompson      |               |               |
| 2016    | Devin Booker     | Stephen Curry     | James Harden     | Kyle Lowry         | C. J. McCollum      | Khris Middleton    | J.J. Redick       | Klay Thompson      |               |               |
| 2017    | Klay Thompson    | C. J. McCollum    | Kyle Lowry       | Eric Gordon        | Kyrie Irving        | Kemba Walker       | Nick Young        | Wesley Matthews    |               |               |
| 2018    | Klay Thompson    | Tobias Harris     | Kyle Lowry       | Eric Gordon        | Devin Booker        | Paul George        | Wayne Ellington   | Bradley Beal       |               |               |
| 2019    | Devin Booker     | Seth Curry        | Stephen Curry    | Danny Green        | Joe Harris          | Buddy Hield        | Damian Lillard    | Khris Middleton    | Dirk Nowitzki | Kemba Walker  |
| 2020    | Dāvis Bertāns    | Devonte' Graham   | Joe Harris       | Buddy Hield        | Zach LaVine         | Devin Booker       | Duncan Robinson   | Trae Young         |               |               |
| 2021    | Donovan Mitchell | Jayson Tatum      | Zach LaVine      | Mike Conley Jr     | Jaylen Brown        | Stephen Curry      |                   |                    |               |               |
| 2022    | Desmond Bane     | Luke Kennard      | Zach LaVine      | C. J. McCollum     | Patty Mills         | Karl-Anthony Towns | Fred VanVleet     | Trae Young         |               |               |
| 2023    | Jayson Tatum     | Buddy Hield       | Damian Lillard   | Tyler Herro        | Kevin Huerter       | Julius Randle      | Tyrese Haliburton | Lauri Markkanen    |               |               |
| 2024    | Damian Lillard   | Tyrese Haliburton | Donovan Mitchell | Lauri Markkanen    | Jalen Brunson       | Karl-Anthony Towns | Malik Beasley     | Trae Young         |               |               |
| 2025    | Tyler Herro      | Buddy Hield       | Darius Garland   | Jalen Brunson      | Damian Lillard      | Cade Cunningham    | Cameron Johnson   | Norman Powell      |               |               |

## Récords
| Jugador         | Puntos / Max | Temporada |
| --------------- | ------------ | --------- |
| Stephen Curry   | 31 / 40      | 2021      |
| Buddy Hield     | 31 / 40      | 2025      |
| Devin Booker    | 28 / 34      | 2018      |
| Stephen Curry   | 27 / 34      | 2015      |
| Klay Thompson   | 27 / 34      | 2016      |
| Craig Hodges    | 25 / 30      | 1986      |
| Jason Kapono    | 25 / 30      | 2008      |
| Klay Thompson   | 25 / 34      | 2018      |
| Craig Hodges    | 24 / 30      | 1991      |
| Mark Price      | 24 / 30      | 1994      |
| Hubert Davis    | 24 / 30      | 1998      |
| Jason Kapono    | 24 / 30      | 2007      |
| Marco Belinelli | 24 / 30      | 2014      |
| Klay Thompson   | 24 / 30      | 2015      |
| Fuentes:        |              |           |

| Jugador            | Puntos / Max        | Temporada |
| ------------------ | ------------------- | --------- |
| Karl-Anthony Towns | 29 / 40             | 2022      |
| Devin Booker       | 28 / 34 (25 reales) | 2018      |
| Stephen Curry      | 28 / 40             | 2021      |
| Stephen Curry      | 27 / 34 (23 reales) | 2015      |
| Klay Thompson      | 27 / 34 (24 reales) | 2016      |
| Jason Kapono       | 25 / 30             | 2008      |
| Klay Thompson      | 25 / 34 (22 reales) | 2018      |
| Mark Price         | 24 / 30             | 1994      |
| Jason Kapono       | 24 / 30             | 2007      |
| Marco Belinelli    | 24 / 30             | 2014      |
| Tyler Herro        | 24 / 40             | 2025      |
| Fuentes:           |                     |           |

| Jugador       | Anotación | Temporada |
| ------------- | --------- | --------- |
| Craig Hodges  | 19 tiros  | 1991      |
| Stephen Curry | 13 tiros  | 2015      |
| Larry Bird    | 11 tiros  | 1986      |
| Hubert Davis  | 11 tiros  | 1996      |
| Stephen Curry | 11 tiros  | 2016      |
| Fuentes:      |           |           |

Nota: A partir del concurso de triples de 2015, cambió la puntuación del concurso de 30 puntos posibles a 34.
Nota: A partir del concurso de 2020, cambio la puntuación del concurso de 34 a 40 puntos posibles.